# María del Mar (telenovela)
María del Mar  es una telenovela venezolana producida y emitida por Venevisión en el año 1978. Es una historia original de Delia Fiallo.
Protagonizada por Chelo Rodríguez y Arnaldo André, y con las participaciones antagónicas de Martín Lantigua, Herminia Martínez e Hilda Carrero.

## Sinopsis
En un pueblo de la costa venezolana, vive María Celeste, una muchacha soñadora, muy alegre y rebelde. Ella ha sido recogida por una bondadosa familia de pescadores, ya que la joven es producto de una violación y su madre enloqueció después del parto.
Ese verano, el poderoso Leónidas Parras Montiel regresa al pueblo junto a sus hijas, la ingeniera Walkiria y la tímida Zulay. También regresa el ingeniero Víctor Manuel Galíndez, escondiendo un pasado tortuoso, y se enamora de María Celeste, con quien vive un romance apasionado. Leónidas quiere construir un hotel y encomienda el proyecto a Walkiria y a Víctor Manuel. De inmediato ellos se enamoran, pero él está fascinado con María Celeste. Leónidas también se ha enamorado de la humilde muchacha y la quiere hacer su mujer.
En una ocasión Víctor rescata del mar a una bella y extraña mujer, y en el pueblo creen que es una sirena. En realidad se trata de Miriam, una mujer que perdió la razón luego de que Leónidas destruyera económicamente a su familia e incendiara su hacienda para ocasionar la muerte de sus padres y su esposo. Víctor ayuda a la mujer y esto provoca los celos de María Celeste.
Entonces llega al pueblo un prestigioso publicista llamado Daniel, y maravillado con la exótica belleza de María Celeste, le propone llevársela a la ciudad para convertirla en modelo. Ella acepta y se va con él, adoptando el nombre artístico de María del Mar; se enamoran y triunfan en la capital, hasta que ella queda paralítica

## Elenco
- Chelo Rodríguez ... María Celeste / María del Mar
- Arnaldo André ... Víctor Manuel Galíndez
- Herminia Martínez ... Miriam / María del Coral
- Hilda Carrero ... Walkiria Parra Montiel
- Elluz Peraza ... Liduvina
- Betty Ruth ... Casilda
- Martín Lantigua ... Leónidas Parra Montiel
- Raúl Xiqués ... Antonio
- Ana Castell ... Aurora
- Flor Núñez ... Inocencia
- Franklin Virgüez ... Sargento Santos Nieves
- José Luis Silva
- Elena Farias ... Sulay Parra Montiel
- Héctor Myerston ... Daniel
- Ángel Acosta
- Angie ... Abril
- Hermelinda Alvarado
- Haydée Balza ... Reina
- Chela D'Gar ... Mística
- Alma Ingianni ... Maura la Roja.
- Mirtha Pérez ... Chom
- Chumico Romero ... Roselia
- Omar Omaña ... Salvador
- Luis Augusto Romero ... Tutui
- Carmencita Padrón ... Carmita
- José Oliva ... Guillermo
- Enrique Alzugaray ... Don Melesio
- Humberto García ... Dr Oswaldo Ascanio
- Esperanza Magaz ... Crisanta
- Juan Frankis ... Don Bracho
- Sandra Dalton
- Leopoldo Regnault
- Carlos Subero
- Gustavo González
- Fernando Flores
- Diego Acuña
- Raúl Siccalona ... El Margariteño

## Datos
- Tras el enorme de éxito de Rafaela, Venevisión quería seguir la racha repitiendo con la pareja Chelo Rodríguez-Arnaldo André, uniéndolos en Ana María, telenovela que comenzó al día siguiente de terminar Rafaela. Era una versión de José Gabriel Núñez de una radionovela de Olga Ruilópez. La historia no era mala, pero después del boom de "Rafaela", ver de nuevo a todo el reparto en papeles similares o exactos, no fue del agrado del público, dicha novela fue cortada e inmediatamente lanzan al aire María del Mar de Delia Fiallo.
- María del Mar no las tuvo todas consigo, cumplió sin llegar a ser un éxito pero tampoco un fracaso, una mezcla de amor, pasión, realismo mágico y mucha truculencia, Delia Fiallo puso bastante trama y para muchos no fue de los mejor, la crítica fue severa con ella por haberse alejado de la calidad demostrada en Rafaela y volver a la fórmula de la telenovela rosa.
- En esa época, Venevisión atravesaba una de sus peores crisis económicas, así que decidieron despedir a todo el elenco que no estuviese trabajando. Justo le encomiendan a Delia Fiallo la nueva novela, y ella para salvar a sus compañeros actores, incluso a la actriz Haydée Balza quien se encontraba embarazada durante las grabaciones de la novela. Delia les inventa un personaje a cada uno. Delia siempre ha sido de historias muy largas, pero de muy pocos personajes, pero María del Mar es su novela con más personajes, la mayoría sin aportar mucho a la historia, pero fue un gran acto de humanidad de su parte para ayudar a sus amigos.

## Versiones
- La productora mexicana Televisa realizó una nueva versión de esta telenovela titulada Mar de amor, producida por Nathalie Lartilleux y protagonizada por Zuria Vega, Mario Cimarro y como antagonista a Ninel Conde. Comenzó sus emisiones el lunes 16 de noviembre de 2009 por la señal de El Canal de las Estrellas en México y concluyó el día viernes 2 de julio de 2010.[3][4]